# North Riverside (Illinois)
North Riverside es una villa ubicada en el condado de Cook en el estado estadounidense de Illinois. En el Censo de 2010 tenía una población de 6672 habitantes y una densidad poblacional de 1566,95 personas por km².

## Geografía
North Riverside se encuentra ubicada en las coordenadas 41°50′46″N 87°49′35″O / 41.84611, -87.82639. Según la Oficina del Censo de los Estados Unidos, North Riverside tiene una superficie total de 4,26 km², de la cual 4,26 km² corresponden a tierra firme y (0%) 0 km² es agua.

## Demografía
Según el censo de 2010, había 6672 personas residiendo en North Riverside. La densidad de población era de 1566,95 hab./km². De los 6672 habitantes, North Riverside estaba compuesto por el 81,24% blancos, el 6,49% eran afroamericanos, el 0,15% eran amerindios, el 2,11% eran asiáticos, el 0% eran isleños del Pacífico, el 8,11% eran de otras razas y el 1,9% pertenecían a dos o más razas. Del total de la población el 23,8% eran hispanos o latinos de cualquier raza.